# Гущин Василь Єгорович
Василь Єгорович Гущин (нар. 14 вересня 1931, тепер Російська Федерація) — український радянський партійний діяч, голова правління Українського міжколгоспного об'єднання по будівництву «Укрміжколгоспбуд». Депутат Верховної Ради УРСР 11-го скликання.

## Біографія
Закінчив Вищі інженерні курси при Новочеркаському політехнічному інституті імені Серго Орджонікідзе.
У 1953—1962 роках — інженер з обладнання, механік гірничого цеху, виконроб дільниці, начальник дільниці, головний механік, начальник будівельного управління тресту «Артемшахтобуд» у місті Горлівці Сталінської області.
Член КПРС з 1956 року.
У 1962—1967 роках — 2-й секретар Горлівського міського комітету КПУ, 1-й секретар Микитівського районного комітету КПУ міста Горлівки Донецької області.
У 1967—1978 роках — заступник керуючого, керуючий тресту «Артемшахтобуд» у місті Горлівці; голова правління Донецького облміжколгоспбуду.
У 1978—1982 роках — заступник, 1-й заступник голови правління Українського міжколгоспного об'єднання по будівництву «Укрміжколгоспбуд».
У 1982—1985 роках — голова правління Українського міжколгоспного об'єднання по будівництву «Укрміжколгоспбуд».
Потім — на пенсії в місті Києві.